# Доктор Кто (5-й сезон)
Премьера пятого сезона британского научно-фантастического телесериала «Доктор Кто» состоялась 3 апреля 2010 года на каналах BBC One, BBC America и Space с показом серии «Одиннадцатый час», а заключительный эпизод «Большой взрыв» вышел в эфир 26 июня 2010 года. Так как Расселл Ти Дейвис покинул проект после выхода дилогии «Конец времени», главным сценаристом и исполнительным продюсером в этом сезоне стал Стивен Моффат. В рамках сезона вышло 13 эпизодов, сценарии для 6 из которых были написаны Моффатом. В качестве соисполнительных продюсеров выступили Пирс Венгер и Бэт Уиллис, продюсеров — Трэйси Симпсон и Питер Беннет. Несмотря на то, что сезон сохранил нумерацию эпизодов и является пятым с момента возрождения сериала в 2005 (и тридцать первым за всю историю шоу), его серии получили новые производственные коды.
Пятый сезон стал первым, в котором Мэтт Смит сыграл одиннадцатое воплощение Доктора, Повелителя времени, который путешествует во времени и пространстве при помощи ТАРДИС, живой машины времени (и космического корабля), выглядящей как синяя полицейская будка 1960-х. У Доктора также появилась новая постоянная спутница, Эми Понд (Карен Гиллан), и один временный спутник, жених Эми Рори Уильямс (Артур Дарвилл). По задумке, сезон должен был стать ещё более фантастическим, чтобы выделиться среди ряда других научно-фантастических и фэнтезийных проектов, поэтому съёмочная группа решила создать налёт сказочности, поскольку все режиссёры, снявшие эпизоды пятого сезона, ранее практически не имели дела с «Доктором Кто» и в целом были плохо знакомы с шоу.
Премьеру сезона в Великобритании посмотрело 10,085 миллиона человек, что является самым высоким показателем со времён выхода эпизода «Роза», ставшего первой серией возрождённого сериала. За пределами Великобритании и на онлайн-сервисах «Доктор Кто» побил все рекорды по просмотрам. Сезон получил, в целом, положительные отзывы у критиков, особой похвалы удостоились сюжетные арки Моффата и актёрская игра Смита, Гиллан и Дарвилла. Однако многие рецензенты отметили, что персонаж Эми не был достаточно раскрыт, и что в «Докторе Кто» стало меньше эмоциональных сцен. Также сезон получил много премий и номинаций. Актёры и эпизоды сезона были номинированы на различные премии, в том числе, премию «Хьюго» за лучшую постановку (малая форма) и BAFTA Cymru. В дополнение к DVD с сериями сезона были выпущены официальный саундтрек, несколько книг и видеоигр. К четырём играм был открыт свободный доступ на официальном сайте BBC.

## О сериале
«Доктор Кто» (англ. Doctor Who, МФА: [ˈdɒk.tə(ɹ) huː]) — культовый британский научно-фантастический телесериал компании «Би-би-си» об инопланетном путешественнике во времени, известном как Доктор. Внесён в Книгу рекордов Гиннесса как самый продолжительный и успешный научно-фантастический сериал. Кроме того, шоу принято делить на две части: классические серии, транслировавшиеся с 1963 по 1989 год, и возрождённый сериал, выходящий с 2005 года по настоящее время.
Главный персонаж сериала «Доктор Кто», Доктор, является путешественником в пространстве и времени. Выглядит как человек, но относится к расе Повелителей Времени с планеты Галлифрей. Повелители Времени обладают способностью регенерировать (перерождаться) по мере попадания в смертельные ситуации. В результате регенерации Повелитель Времени полностью меняет свою внешность и частично — характер. Доктор считает себя последним Повелителем Времени. Лишённый своего дома, он спасает другие миры, в том числе и человечество.
В качестве способа передвижения Доктор использует ТАРДИС (англ. TARDIS — Time And Relative Dimension(s) In Space) — живую машину времени и одновременно космический корабль, выглядящую как английская синяя полицейская будка из 1960-х годов, но вмещающую в себя гораздо больше, чем кажется («она больше внутри, чем снаружи»). В качестве подручного инструмента для осуществления мелких операций с предметами (запирание-отпирание замков, починка приборов, сканирование чего-либо и т. п.) им применяется звуковая отвёртка. Доктор обладает нечеловеческим интеллектом.
Как правило, Доктор путешествует с различными спутниками. В пятом сезоне Доктора (точнее, его одиннадцатую инкарнацию) сопровождает девушка по имени Эми Понд, появившаяся в открывающей сезон серии «Одиннадцатый час». Также на несколько серий к ним присоединяется жених Эми, Рори Уильямс.

## Производство

### Кастинг

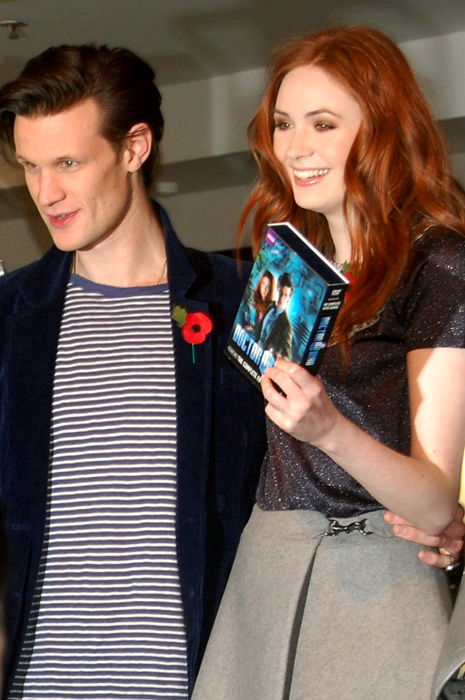
На роль Одиннадцатого Доктора был утверждён Мэтт Смит (слева), а на роль его спутницы,
Эми Понд, взяли Карен Гиллан (справа)

После дилогии «Конец времени» Дэвид Теннант покинул «Доктора Кто», чтобы сгладить последствия смены шоураннера. В результате в пятом сезоне основным персонажем является новый Доктор, Одиннадцатый. Мэтта Смита на роль нового воплощения Повелителя времени предложил агент актёра, и первоначально новый шоураннер, Стивен Моффат, не хотел брать Смита на роль, так как в его представлении новый Доктор должен был выглядеть как человек средних лет, «ещё достаточно молодой, чтобы бежать, уже достаточно старый, чтобы быть мудрым». Тем не менее, когда 26-летний Мэтт Смит прослушивался на роль, все поняли, что «нашли нужного человека», хотя актёр был только третьим кандидатом. Несмотря на это, первоначально съёмочная группа сомневалась, что Смит сможет сыграть такого персонажа, как Доктор, однако глава отделения драмы в BBC и исполнительный продюсер пятого сезона Пирс Венгер посчитал, что актёр достаточно талантлив, и даже Моффат признал, что новый исполнитель роли Доктора не казался таким уж юным. Прослушивание Смита впоследствии было включено в соответствующий выпуск «Доктора Кто: Конфиденциально», в котором актёр описал свою новую роль как «огромную честь и вызов, которые, я надеюсь, для меня станут возможностью».
На роль новой спутницы Доктора, Эми Понд, утвердили актрису Карен Гиллан. Гиллан ранее появлялась в шоу — она сыграла предсказательницу в серии «Огни Помпеи». Её кандидатуру предложил ассистент режиссёра Энди Прайор, однако Моффат первоначально посчитал её «щуплой и жилистой». Позднее шоураннер признал свою ошибку и, хотя Гиллан в итоге сыграла не совсем того персонажа, какой первоначально планировался, сказал, что она создана для этой роли. На прослушивании актриса читала текст в двух вариантах — сначала со своим родным шотландским акцентом, а после с английским — и в конце концов было решено, что Эми будет шотландкой. Гиллан также подтвердила, что персонажу больше шёл шотландский акцент. Молодую версию Эми, которая звала себя Амелией, сыграла 10-летняя Кэйтлин Блэквуд, двоюродная сестра Карен Гиллан. Хотя до этого сёстры не снимались вместе ни в одном проекте, Гиллан порекомендовала кандидатуру Блэквуд, после чего 10-летняя актриса прошла ряд прослушиваний прежде, чем её утвердили на роль. Единственный эпизод, в которым сёстрам довелось сыграть вместе, стал «Большой взрыв», и несмотря на то, что Гиллан назвала сюжет странным, обе актрисы быстро привыкли.
Алекс Кингстон, которая в дилогии «Тишина в библиотеке» / «Лес мертвецов» сыграла роль профессора Ривер Сонг, вновь вернулась к своей роли в эпизодах «Время ангелов» / «Плоть и камень» и «Пандорика открывается» / «Большой взрыв». Позднее актриса призналась, что не надеялась на возвращение в сериал, но у Моффата, как оказалось, были планы на её персонажа в будущем. Артур Дарвилл появился в роли жениха Эми, Рори Уильямса, в семи эпизодах сезона, в шести из которых он являлся временным спутником Доктора. Ранее он уже работал со Смитом: они оба играли в пьесе «Плавание с акулами». На прослушивании Дарвилл получил три сцены: две из них относились к первому эпизоду, а одна — к шестому. По его словам, он не знал практически ничего о своём персонаже, даже не подозревал о том, что сыграет жениха персонажа Гиллан. Моффат отметил, что на прослушивании Дарвилл особо выделялся среди остальных кандидатов, был более забавным. После того, как его утвердили, актёр чувствовал себя «частью элиты», так как ему удалось стать одним из тех, кто имел отношение к «Доктору Кто».
Среди приглашённых звёзд можно было заметить Джеймса Кордена, Аннет Кросби, Тони Каррана, Иэна Глена, Дейзи Хаггард, Терренса Хардимана, Тоби Джонса, Хелен Маккрори, Нив Макинтош, Иэна Макниса, Стивена Мура, Билла Найи, Софи Оконедо, Билла Патерсона, Миру Саял и Нину Вэйдья.

### Съёмочная группа и нумерация серий
«Доктор Кто» был продлён на пятый сезон в сентябре 2007 года. Новый сезон показал значительные изменения, помимо прочего, в составе съёмочной группы. После выхода спецвыпусков 2008—2010 годов Расселл Ти Дейвис передал пост главного сценариста и исполнительного продюсера Стивену Моффату. Кроме того, Джули Гарднер покинула пост главы драматического направления BBC Wales и соисполнительного продюсера «Доктора Кто», её место занял Пирс Венгер. Бет Уиллис также стала соисполнительным продюсером шоу, в то время как Трейси Симпсон и Питер Беннет выступили в качестве продюсеров. Из прежнего состава съёмочной группы остался лишь постоянный композитор сериала Мюррей Голд.
После возрождения «Доктора Кто» в 2005 году нумерация сезона была запущена сначала, таким образом, серии с Девятым Доктором позиционировались как «1-й сезон», несмотря на то, что, если считать классические серии, он был двадцать седьмым. Когда возрождённый сериал продлевали в 2007 году, новые эпизоды упоминались как «5-й сезон», поскольку на тот момент четвёртый ещё не вышел. В августе 2009 года в Doctor Who Magazine появилась заметка о том, что серии, которые должны выйти в 2010 году, вновь обнуляют нумерацию и будут сняты и выпущены как «Первый сезон». В январе 2010 года журнал опубликовал интервью с Моффатом, в котором шоураннер говорит, что фраза «Первый сезон» будоражит, «Тридцать первый сезон» внушает страх, а «5-й сезон» выглядит скучным и неправдоподобным. В том же интервью Моффат в шутку обозначил эпизоды 2010 года как series Fnarg, это шуточное название он регулярно использовал на протяжении всего интервью. Мартовский выпуск Doctor Who Magazine, называя новый сезон тридцать первым, подтвердил, что при производстве все эпизоды получили коды в диапазоне между 1.1 и 1.13 . Тем не менее, в списке эпизодов на сайте BBC, на сервисе BBC iPLayer, а также на обложке DVD и Blu-Ray новый сезон позиционировался как пятый.

### Работа над сценарием
При создании пятого сезона Моффат стремился показать, что, несмотря на все видимые изменения, в целом сериал остался прежним, как и персонаж Доктора, хотя его и играет другой актёр. Идея основной арки сезона — трещин в пространстве и времени — возникла у Моффата после того, как он обнаружил в спальне у своего сына похожую трещину в стене. Также шоураннер хотел убедиться, что шоу понравится даже маленьким детям: если они не поймут сюжет, всегда есть яркая картинка, способная развлечь их. По его мнению целевой аудиторией «Доктора Кто» являлись именно дети, хотя, как и «Звездные войны» или «История игрушек», сериал нравился всем. Моффат предположил, что самым популярным видом развлечения является рассказ для детей. Поэтому в сезоне на первое место была поставлена сказочность, то, что делает шоу самым фантастическим из научно-фантастических и фэнтезийных проектов, самым ярким и безумным среди подобных сериалов.
В 2013 году в одном из своих интервью Моффат признался, что, работая над общей идеей, он учитывал в том числе и тот факт, что Дэвид Теннант мог остаться в шоу, и, как следствие, события серии «Одиннадцатый час» выглядели бы немного иначе:

Останься Дэвид ещё на один год (это, без сомнения, был бы его последний год), всё началось бы с ТАРДИС, которая терпит крушение в саду Амелии — также, как и в нынешнем варианте, — и ужасно травмированного и слабого Десятого Доктора. Амелия находит его, кормит рыбными палочками с заварным кремом (не так как Мэтта, это было бы нечто в стиле Дэвида) и оказывает ему первую помощь. Однако мы, зрители, видим, что он очень плох. В конце концов он заходит в ТАРДИС и улетает. Но когда он возвращается — для Эми прошли уже годы — он кажется живым и здоровым, но ничего не помнит из того, что произошло в начале серии… И со временем мы, конечно, поймём что сначала видели Десятого в самом конце его жизни, перед самой регенерацией. И к этим событиям мы вновь вернулись бы в эпизоде 13…
Оригинальный текст (англ.)Had David stayed for one final year, it would certainly have been his last, so my pitch was that it would start with the Tardis crashing in Amelia’s back garden – as now – and a terribly battered and bruised Tenth Doctor staggering out. Amelia finds him, feeds him fish custard (no that was for Matt, it would have been something more Davidy) and generally helps him. But we, the audience, can see he’s in a truly bad way. Dying maybe. Eventually he heads back to his TARDIS, and flies off. But when he returns – many years later for Amy – he seems perfectly fine, and indeed doesn’t remember any of those events…And of course over time, we realise what we saw was the Tenth Doctor at the end of his life, about to regenerate. Events that we return to in Episode 13…

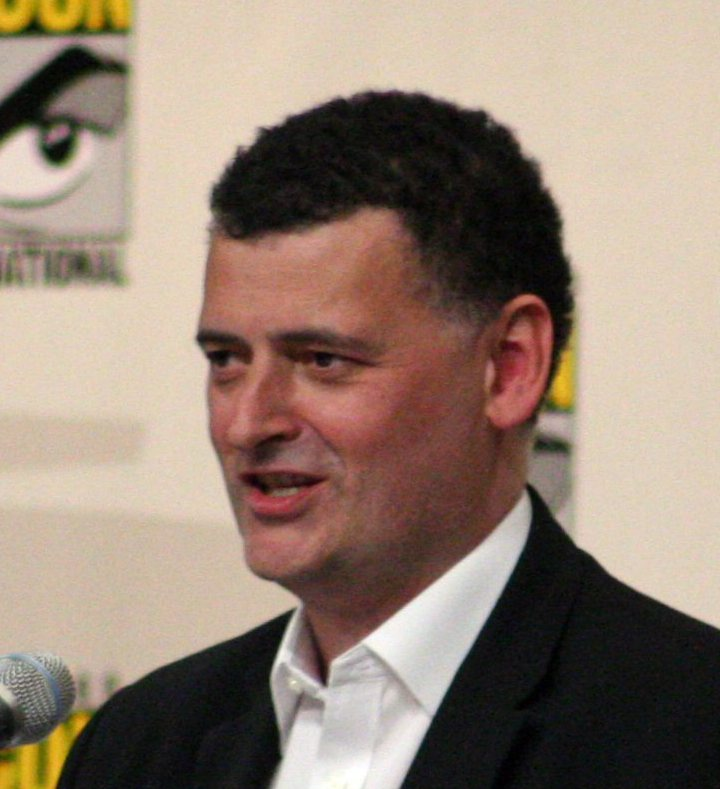
Новый шоураннер сериала, Стивен Моффат, написал сценарий к шести эпизодам сезона

Моффат написал сценарии к шести из тринадцати эпизодов сезона. В случае остальных были приглашены другие сценаристы, поскольку, по мнению шоураннера, «Доктору Кто» различные взгляды на вещи пойдут только на пользу. Тем не менее, он предоставлял авторам основную идею для эпизода, поскольку имел полное представление о том, что должно произойти в каждой из серий. Моффат был уже знаком с приглашёнными сценаристами, поэтому собрал их с «превеликим удовольствием». Тем не менее, Мэтью Грэм, один из создателей сериала «Жизнь на Марсе» и автор сценария эпизода второго сезона «Бойся её», не смог принять участия в создании пятого сезона из-за слишком плотного графика, однако впоследствии Моффат пригласил его для написания дилогии «Мятежная плоть» / «Почти люди» для шестого сезона.
Первый эпизод пятого сезона должен был представить Одиннадцатого Доктора и показать, каким стал его характер, а второй — показать потребность Повелителя времени в спутнике, важность Эми для него. При работе над третьим эпизодом он попросил Марка Гэтисса написать историю противостояния Черчилля и далеков. Моффат хотел обязательно включить далеков в новый сезон, а также полностью перепроектировать их. Вместе с Гэтиссом и командой по спецэффектам Моффат создал более крупных и ярких далеков, взяв за образец модели, появившиеся в фильмах по «Доктору Кто» 1960-х.
Четвёртый и пятый эпизоды стали продолжением серии «Не моргай», в которой впервые появились плачущие ангелы. История из двух частей, «Время ангелов» / «Плоть и камень», в отличие от «Не моргай», была в большей степени ориентирована на экшн, поэтому вместо того, чтобы отправлять людей в прошлое, плачущие ангелы действовали согласно определённому плану. Кроме того, Моффат хотел подробнее раскрыть их как злодеев и показать то, на что они ещё были способны. Серия «Плоть и камень» закончилась тем, что Эми попыталась соблазнить Доктора; по мнению шоураннера, это согласовывалось с тем, каким был показан персонаж Эми в первом эпизоде.
Тоби Уитхауз первоначально написал для пятого сезона другой сценарий, но Моффат отклонил его, посчитав, что в сезоне уже имелись похожие эпизоды. После этого Уитхауз написал «Вампиров Венеции», а исходный сценарий впоследствии был экранизирован как эпизод шестого сезона «Комплекс Бога». Новой задачей сценариста при работе над шестым эпизодом было создать весёлый и романтичный эпизод, который бы мог привлечь новых зрителей. По мнению Моффата, нужно было что-то, что заставит зрителей начать просмотр «Доктора Кто» посреди сезона, и это «что-то» должно быть именно весёлым и романтичным. Саймона Ная шоураннер попросил написать историю, которая бросила бы вызов отношениям Эми и Доктора. Эпизод, получивший название «Выбор Эми», поставил спутницу перед выбором — путешествовать с Доктором или тихо жить с Рори. Сцена, в которой Рори умирает в иллюзорном мире, была специально добавлена в сюжет, чтобы Эми наконец осознала тот факт, что она не равнодушна к нему. Най хотел подчеркнуть, что Эми по-настоящему любила Рори, что он был не просто женихом и не являлся чьей-то заменой.
Для создания дилогии, в которой вновь фигурировали силурианцы, злодеи, которые на тот момент не появлялись в сериале в течение 25 лет, Моффат пригласил сценариста Криса Чибнелла. Так как силурианцы, в отличие от остальных врагов Доктора, практически не были известны, шоураннер попросил Чибнелла представить их заново. По задумке они должны были отличаться от прежних и иметь немного другой внешний облик, в частности у них отсутствовал третий глаз. С Ричардом Кёртисом, сценаристом серии «Винсент и Доктор», Моффат ранее работал над пародийным эпизодом «Доктор Кто и проклятие неизбежной смерти». На момент начала работы над эпизодом у Кёртиса была только общая идея — история о Ван Гоге, который не догадывался, что стал известным. Как отметила Гиллан, у сценариста был совершенно иной подход и представления о стилистике эпизода, из-за чего серия оказалась в большей степени сосредоточена на персонажах.
Одним из сценаристов сезона также должен был стать Нил Гейман, однако его эпизод показался съёмочной группе слишком затратным в плане производства, поэтому вместо него решили использовать историю Гаррета Робертса «Квартирант»; сценарий Геймана впоследствии стал эпизодом шестого сезона «Жена Доктора». В основу «Квартиранта» лёг одноимённый комикс, также написанный Робертсом, однако по словам последнего, большая часть телеадаптации была создана с нуля. Создавая комикс, Робертс стремился показать Доктора в обычной домашней обстановке, занятым повседневной рутиной на Земле, а не исследованием космоса. Первоначально сценарист не намеревался экранизировать свою историю, но после того, как Моффат. который был поклонником оригинального комикса, попросил адаптировать историю для телевидения, Робертс передумал.
Многие детали финальной дилогии Моффат определил ещё на этапе развития основной сюжетной линии сезона. Сезон заканчивался свадьбой Рори и Эми — как признался шоураннер, он всегда хотел устроить им свадьбу с побегом. В то же время финал оставил многие вопросы без ответов, на некоторые из них ответит следующий сезон — будет раскрыта тайна происхождения Ривер Сонг, а также подробнее будет рассказано о таинственной «Тишине», которая, предположительно, стоит за взрывом ТАРДИС.

### Производственный дизайн

На фоне языков пламени серебристо-серыми буквами напечатано Doctor Who. Вместо пробела между двумя словами стоит аббревиатура DW, стилизованная под телефонную будку с цилиндрическим фонарём на крыше

В пятом сезоне изменился внешний вид логотипа сериала, об этом изменении сообщили в 2009 году. Согласно заявлениям BBC, это уже одиннадцатая версия логотипа сериала . По словам Моффата, начертание аббревиатуры DW в виде ТАРДИС было чем-то по-настоящему новым. Это начертание было включено в новый дизайн логотипа сериала, но до выхода серии «Одиннадцатый час» не было показано широкой публике; на всех пресс-показах использовались лишь изменения, связанные с написанием названия сериала. Также Моффат попросил Мюррея Голда изменить звучание оригинальной темы «Доктора Кто», и композитор решил сделать мелодию более беззаботной. Новая мелодия использовала электронное звучание духовых и воспроизводилась в более высоком темпе, чем предыдущая версия . Некоторым поклонникам не понравилась аранжировка основной темы, в результате чего BBC получили около 70 жалоб от зрителей. Ответ был следующим:

Начиная с 2005 года основная тема пережила четыре аранжировки, поэтому изменение её звучания не является чем-то новым. Для возрождения шоу важно продолжать регулярно пересматривать партитуру, всегда следуя авантюрному и инновационному духу оригинала.
Оригинальный текст (англ.)The arranger has made alterations to the music four times since 2005, so change is nothing new. It is important for the regeneration of the show to keep revisiting the score while always retaining the haunting and ground-breaking essence of the original

Изменился и внешний облик ТАРДИС. На двери вернулась эмблема Скорой помощи Святого Иоанна, которую можно заметить в ранних сезонах классических серий «Доктора Кто» и фильмах 1960-х с Питером Кушингом в главной роли, поклонником которых является Моффат. По словам шоураннера, это одна из тех вещей, которую он хотел изменить — вернуть эмблему Скорой помощи Святого Иоанна на двери. Также раскраска машины времени, как и у ТАРДИС Кушинга, стала более яркой.
Был также разработан новый дизайн консоли ТАРДИС, по оценке Моффата, делающий комнату управления в три раза больше. У шоураннера не было никаких идей по поводу машины времени нового Доктора, поэтому художнику-постановщику была дана полная свобода творчества при создании дизайна консоли, который бы подошёл Доктору Смита. Хотя старый вид нравился Моффату, по его мнению, настала пора вновь удивлять зрителей в духе новой эры. По словам Венгера, потребовалось очень много времени, чтобы разобраться во всех особенностях нового дизайна, поскольку они боялись сделать его слишком футуристичным — для Доктора слово «футуристичный» не имеет смысла по определению. Новым дизайном занимался художник-постановщик Эдвард Томас. Старый интерьер ТАРДИС был показан в начале серии «Одиннадцатый час»; временной двигатель, разрушенный из-за пиротехнических эффектов, использованных при съёмках дилогии «Конец времени», был полностью восстановлен. Кроме того, согласно сюжету «Одиннадцатого часа» старая звуковая отвёртка Доктора была повреждена, и он получает новую, с зелёным огоньком и четырьмя зубцами на конце. Смиту настолько понравился новый дизайн отвёртки, что он начал беспорядочно вертеть её и щёлкать, в результате четырежды сломав её. Звук, который издаёт отвёртка Доктора, был создан при помощи синтезатора. По словам Моффата, все изменения позволили начать всё с большого чистого листа.

### Съёмки
До начала съёмок пятого сезона ни один из приглашённых режиссёров не был в достаточной степени знаком с «Доктором Кто». По словам Моффата, таким образом он хотел «встряхнуть сериал» и в то же время никогда «не рано избавиться от команды поддержки» . Адам Смит выступил в качестве режиссёра первого, а также четвёртого и пятого эпизодов. Эндрю Ганн, Эшли Уэй, Джонни Кэмпбелл, Тоби Хэйнс и Кэтрин Морсхэд сняли по два эпизода. Съёмочный период длился приблизительно девять месяцев.
Производственные блоки располагались следующим образом:
| Блок | Название                                | Режиссёр       | Сценарист                  | Продюсер                      | Код       |
| ---- | --------------------------------------- | -------------- | -------------------------- | ----------------------------- | --------- |
| 1    | «Время ангелов» «Плоть и камень»        | Адам Смит      | Стивен Моффат              | Трэйси Симпсон                | 1.4 1.5   |
| 2    | «Победа далеков» «Зверь внизу»          | Эндрю Ганн     | Марк Гэтисс Стивен Моффат  | Питер Беннет                  | 1.3 1.2   |
| 3    | «Одиннадцатый час»                      | Адам Смит      | Стивен Моффат              | Трейси Симпсон                | 1.1       |
| 4    | «Голодная Земля» «Холодная кровь»       | Эшли Уэй       | Крис Чибнелл               | Питер Беннет                  | 1.8 1.9   |
| 5    | «Вампиры Венеции» «Винсент и Доктор»    | Джони Кэмпбелл | Тоби Уитхауз Ричард Кёртис | Трэйси Симпсон Патрик Швайцер | 1.6 1.10  |
| 6    | «Пандорика открывается» «Большой взрыв» | Тоби Хэйнс     | Стивен Моффат              | Питер Беннет                  | 1.12 1.13 |
| 7    | «Квартирант» «Выбор Эми»                | Кэтрин Морсхэд | Гаррет Робертс Саймон Най  | Трэйси Симпсон Патрик Швайцер | 1.11 1.7  |

Первыми отснятыми эпизодами стали четвёртый и пятый. Во время репетиции режиссёр Адам Смит посчитал, что Мэтту Смиту и Карен Гиллан не помешало бы пережить нечто захватывающее, что могло заставить их одновременно и смеяться, и кричать. В результате он решил их взять в прогулку на лодке по Кардиффскому заливу «для любителей острых ощущений». Съёмки началиcь 29 июля 2009 года на пляже Саутерндаун, Вейл-оф-Гламорган, который использовался на протяжении обоих эпизодов в качестве поверхности планеты Альфава Метраксис. Как писал Моффат, для телевидения типично в первый день снимать не культовую сцену с участием Доктора, Эми и Ривер Сонг, а нечто незначительное, нечто вовлекающее лишь второстепенных персонажей. Сцены, действие которых происходит среди деревьев кислородной фабрики корабля «Византия», снимались в Пазлвуде.
Второй съёмочный блок составили второй и третий эпизоды. «Зверь внизу», а также часть сцен с Софи Оконедо из серии «Пандорика открывается», снимались 22 сентября 2009 года во время ночной охоты в оранжерее Парка Маргам Кантри в черте Порт-Талбота . В качестве английского городка Лидворт, который на самом деле является вымышленным населённым пунктом, для единственного эпизода третьего производственного блока («Одиннадцатый час») использовался валлийский городок Лландафф, тщательно замаскированный под английский. Съёмки в Лландаффе проходили 29 сентября, 5—7 октября и 20 ноября.
В четвёртый съёмочный блок включили дилогию «Голодная Земля» / «Холодная кровь». Оба эпизода снимали в Ллавонно (Уэльс) в октябре — ноябре 2009 года. Съёмки «Холодной крови» также проходили в ботаническом саду Плантазия в Суонси, в кардиффском Храме мира и других необычных местах, использованных, чтобы передать архитектуру силурийского города. «Вампиры Венеции» и «Винсент и Доктор» стали единственными эпизодами пятого сезона, снятыми за пределами Великобритании. В качестве Венеции и Парижа был выбран хорватский город Трогир. Тем не менее, часть съёмочной команды отправилась в настоящую Венецию, чтобы снять некоторые прибрежные здания. Снять «Вампиров Венеции» полностью в Венеции оказалось невозможным, поскольку необходимость скрыть все магазины, кафе и другие заведения современной Венеции потребовала бы слишком больших затрат. Внутренняя обстановка дома Кальвиерри воссоздавалась в нескольких местах: Атлантическом Колледже, Замке Кайрфилли, Кастель-Кохе и Часовой башне Трогира; обстановка дома Гвидо снималась в Llancaiach Fawr Manor, особняке XVI века недалеко от Кардиффа.
На территории Парка Маргам Кантри также был создан так называемый «Фоамхэндж», точная копия Стоунхэнджа, использованная на съёмках серии «Пандорика открывается». Сцены на фоне Фоамхэнджа для финальной дилогии снимались в феврале 2010 года. Комната, в которой находится Пандорика, была воссоздана в помещениях Upper Boat Studios, это стало самой большой декорацией, созданной там . Также дилогию снимали в Брангвин-холле и особняке деревни Мискин. В качестве «верхнего Лидворта» для эпизода «Выбор Эми» была использована валлийская деревушка Скенфрит.

### Костюмы
В первом эпизоде Одиннадцатый Доктор всё ещё носил костюм десятого воплощения, но костюмер Рэй Холмен сделал одежду более рваной и потрёпанной. С развитием сюжета Повелитель времени должен был найти себе новый, более подходящий ему, образ. Для того чтобы подобрать своему персонажу новый костюм, который подошёл бы его версии Доктора, сделал бы его узнаваемым, Мэтт Смит перемерял кучу разных вещей и в конце концов остановился на подтяжках и твидовом пиджаке. Холмен посчитал, что твидовый пиджак был немного старомоден, но в то же время признал, что это делало Доктора похожим одновременно и на преподавателя, и на студента, показывало, что Доктор всё ещё познавал новое, хотя уже имел власть над многими вещами. Также Смит предложил добавить галстук-бабочку, что Холмен и остальные не одобрили, однако, когда бабочка всё же была добавлена, многие изменили своё мнение. При выборе костюма для Доктора Мэтта Смита вдохновила одежда, которую носил Второй Доктор в серии «Гробница киберлюдей». Также на окончательный образ повлияли стереотипный образ учителя и персонаж Индианы Джонса. Впоследствии представители сети магазинов мужской одежды Topman сообщили, что после премьеры пятого сезона их продажи галстуков-бабочек выросли на 94 % только за апрель месяц.
Гиллан также значительно повлияла на образ своего персонажа, в частности на то, во что Эми одевалась, какая у неё была причёска и какую косметику она использовала. По словам Холмена, так как в первом эпизоде характер Эми ещё не был раскрыт, новая спутница Доктора также нашла бы свой образ в более поздних сериях. По мнению Гиллан, Эми должна была носить то, что может «время от времени что-то показать». Она примерила много вещей и в конце концов остановилась на коротких юбках, так как это придало бы её персонажу уверенности в своём образе. Также, по словам актрисы, короткие юбки — это то, что обычно носили молодые девушки в её возрасте. Исполнительный продюсер Пирс Венгер также отметил, что куртка Эми в стиле 1970-х довольно сильно отразила авантюризм персонажа, её страсть к путешествиям и приключениям.

## Эпизоды
| № | #  | Название                                      | Режиссёр        | Сценарист     | Зрителей (миллионов) | Индекс оценки (из 100) | Дата выхода в эфир |
| --- | -- | --------------------------------------------- | --------------- | ------------- | -------------------- | ---------------------- | ------------------ |
| 203 | 1  | «Одиннадцатый час» «The Eleventh Hour»        | Адам Смит       | Стивен Моффат | 10,08                | 86                     | 3 апреля 2010      |
| После регенерации Десятого Доктора в Одиннадцатого ТАРДИС сильно повреждена и терпит крушение в тихом городке Лидворде, в саду маленькой девочки по имени Амелия Понд, которая молила Санту прислать кого-нибудь заделать трещину в стене её комнаты. Из-за трещины постоянно слышится голос, сообщающий о побеге некоего Заключённого Ноль. Доктор заделывает трещину, заходит в ТАРДИС и обещает вернуться через пять минут. В итоге он появляется только через 12 лет, когда Амелия стала взрослой, люди, которые лежат в коме, свободно ходят по улицам, а раса атракси угрожает разрушить планету, если Заключённый Ноль не будет найден. |    |                                               |                 |               |                      |                        |                    |
| 204 | 2  | «Зверь внизу» «The Beast Below»               | Эндрю Ганн      | Стивен Моффат | 8,42                 | 86                     | 10 апреля 2010     |
| Эми становится спутницей Доктора и вместе они попадают на космическое судно «Британия», которое представляет собой целую страну (Великобританию), путешествующую в космосе. Доктор сразу начинает подозревать неладное: вибрации от двигателей нет, повсюду стоят будки со смайлерами, которые за проступки сбрасывают людей в пропасть, а на скамейке в одиночестве плачет маленькая девочка. Понять, что происходит, Доктору помогает женщина по имени Лиз 10, и когда ужасная правда раскрыта, единственный выбор — забыть или отказаться.                                                                                                  |    |                                               |                 |               |                      |                        |                    |
| 205 | 3  | «Победа далеков» «Victory of the Daleks»      | Эндрю Ганн      | Марк Гэтисс   | 7,82                 | 84                     | 17 апреля 2010     |
| Доктор и Эми попадают в Лондон времён Второй мировой войны по приглашению премьер-министра Уинстона Черчилля. Под постоянными бомбёжками с воздуха британцы готовят своё новое оружие, которое оказывается перекрашенным далеком. Доктор ведёт себя довольно агрессивно, чем способствует плану своих заклятых врагов, и теперь Лондону угрожает опасность. |    |                                               |                 |               |                      |                        |                    |
| 206a | 4  | «Время ангелов» «The Time of Angels»          | Адам Смит       | Стивен Моффат | 8,59 8,50            | 87                     | 24 апреля 2010     |
| Доктор вновь встречает Ривер Сонг. Космический корабль «Византия» падает по вине плачущего ангела. Доктор объединяется с Ривер и клериками (военным отрядом священников из будущего), чтобы бороться против самых ужасных убийц во вселенной. |    |                                               |                 |               |                      |                        |                    |
| 206b | 5  | «Плоть и камень» «Flesh & Stone»              | Адам Смит       | Стивен Моффат | 8,59 8,50            | 86                     | 1 мая 2010         |
| Преследуемые плачущими ангелами Доктор, Эми и Ривер Сонг с клериками пробираются по лесу, который производит кислород для корабля «Византия». Положение усложняется тем, что в одном из отсеков образуется пространственно-временная трещина, и тех, кто приблизится к ней, больше никто не помнит. |    |                                               |                 |               |                      |                        |                    |
| 207 | 6  | «Вампиры Венеции» «The Vampires of Venice»    | Джонни Кэмпбелл | Тоби Уитхауз  | 7,68                 | 86                     | 8 мая 2010         |
| Поняв, что Эми начинает испытывать к нему чувства, Доктор появляется на мальчишнике Рори и забирает его с собой. Он отправляет Рори и Эми на свидание в Венецию XVI века. Однако и тут не обошлось без неприятностей — город населяют существа, которые, похоже, являются вампирами. И с этим как-то связан воспитательный дом мадам Розанны Кальвиери. |    |                                               |                 |               |                      |                        |                    |
| 208 | 7  | «Выбор Эми» «'Amy's Choice'»                  | Кэтрин Морсхэд  | Саймон Най    | 7,55                 | 84                     | 15 мая 2010        |
| Доктор, Эми и Рори постоянно перемещаются между двумя измерениями: в одном Рори стал врачом, Эми беременна и оба женаты друг на друге; в другом они находятся в ТАРДИС и путешествуют с Доктором. Человек, называющий себя Повелителем снов, утверждает, что в обоих измерениях существует смертельная опасность, но только одно из этих измерений является реальностью. Вопрос в том, как выбрать, если ошибка может стоить жизни. |    |                                               |                 |               |                      |                        |                    |
| 209a | 8  | «Голодная Земля» «The Hungry Earth»           | Эшли Уэй        | Крис Чибнелл  | 6,49                 | 86                     | 22 мая 2010        |
| Направляясь в Рио-де-Жанейро на бразильский карнавал, Доктор, Эми и Рори случайно приземляются в Южном Уэльсе в 2020 году. Недалеко от места приземления находится буровая установка, благодаря которой удалось сделать скважину рекордной глубины. Однако земля под ногами ведёт себя неестественно, и вскоре Доктор узнаёт, что с территории бурения пропадали рабочие. А вскоре датчики показывают, что некие существа стремятся из глубин на поверхность. |    |                                               |                 |               |                      |                        |                    |
| 209b | 9  | «Холодная кровь» «Cold Blood»                 | Эшли Уэй        | Крис Чибнелл  | 7,49                 | 86                     | 29 мая 2010        |
| Эми находится в плену у силурианцев, древней расы землян, похожих на рептилий и населявших планету за миллионы лет до людей. В то же время Доктору и остальным удалось пленить силурианского воина Элайю, и Повелитель времени при помощи ТАРДИС переносится в подземный город силуриан, чтобы начать переговоры об обмене заложниками. Однако, пока его не было, Элайю убивает жена пропавшего рабочего, и Доктор не подозревает, что переговоры на грани срыва. |    |                                               |                 |               |                      |                        |                    |
| 210 | 10 | «Винсент и Доктор» «Vincent and the Doctor»   | Джонни Кэмпбелл | Ричард Кёртис | 6,76                 | 86                     | 5 июня 2010        |
| Посетив выставку работ Винсента Ван Гога, Доктор и Эми замечают на одной из картин изображение пришельца. Выяснив у экскурсовода, когда была написана картина, Повелитель и его спутница направляются в Прованс XIX века, где известный художник едва сводит концы с концами. Однако, кроме Ван Гога, они обнаруживают кого-то, кто убивает людей, и похоже, что только художник может его видеть. |    |                                               |                 |               |                      |                        |                    |
| 211 | 11 | «Квартирант» «The Lodger»                     | Кэтрин Морсхэд  | Гарет Робертс | 6,44                 | 87                     | 12 июня 2010       |
| ТАРДИС приземляется, Доктор выходит, после чего неожиданно машина времени вместе с Эми улетает сама собой. Повелитель времени вынужден поселиться в доме Крейга Оуэнса, простого парня, который не стремится у приключениям. Однако на втором этаже живёт нечто, что заманивает людей и убивает их, а Доктору нужно, не используя инопланетные технологии, спасти свою спутницу из улетевшей ТАРДИС. |    |                                               |                 |               |                      |                        |                    |
| 212a | 12 | «Пандорика открывается» «The Pandorica Opens» | Тоби Хэйнс      | Стивен Моффат | 7,58                 | 88                     | 19 июня 2010       |
| В течение многих тысячелетий существует легенда о Пандорике, таинственной тюрьме, в которой заключено самое страшное существо во Вселенной. Пандорика упоминается даже в названии неизвестной работы Ван Гога, изображающей взрыв ТАРДИС. Эта картина попадает сначала к Уинстону Черчиллю, потом к Лиз 10, затем к Ривер Сонг, после чего оказывается у Доктора. Ривер, Эми и Доктор направляются в Стоунхэндж 102 года , чтобы найти Пандорику, в то время как на орбите планеты собирается объединённый флот всех, кто когда-либо враждовал с Доктором.                                                                                     |    |                                               |                 |               |                      |                        |                    |
| 212b | 13 | «Большой взрыв» «The Big Bang»                | Тоби Хэйнс      | Стивен Моффат | 6,70                 | 89                     | 26 июня 2010       |
| 10-летняя Амелия Понд живёт в Лидворте, но в этом варианте её жизни её главная проблема не в том, что она верит в таинственного «Доктора в лохмотьях», а в том, что она постоянно рисует звёзды (звёзд не существует в этой реальности). Отправившись на экскурсию в музей, она узнаёт легенду о Пандорике и таинственном центурионе, охраняющем её. Задержавшись после закрытия, Амелия прикасается к Пандорике, та открывается и выпускает… взрослую Эми Понд. |    |                                               |                 |               |                      |                        |                    |

### Мини-эпизоды
В качестве дополнительного контента на DVD и Blu-Ray с полным пятым сезоном можно найти два мини-эпизода, события которых происходят в перерыве между основными сериями сезона. События одного из них происходят между сериями «Одиннадцатый час» и «Зверь внизу», второго — между сериями «Плоть и камень» и «Вампиры Венеции».
| Название | Режиссёр  | Сценарист     | Дата выхода в эфир |
| --- | --------- | ------------- | ------------------ |
| «Тем временем в ТАРДИС… (Часть 1)» «Meanwhile, in the TARDIS… (Part 1)» | Эйрос Лин | Стивен Моффат | 8 ноября 2010 года |
| Попав на борт ТАРДИС Эми задаёт Доктору несколько вопросов о нём и его корабле. Доктор демонстрирует Эми возможности ТАРДИС, заставив её парить в космосе, как это происходит в начале эпизода «Зверь внизу». |           |               |                    |
| «Тем временем в ТАРДИС… (Часть 2)» «Meanwhile, in the TARDIS… (Part 2)» | Эйрос Лин | Стивен Моффат | 8 ноября 2010 года |
| Доктор отвергает любые попытки Эми флиртовать с ним и отказывает ей в том, чтобы показать образы предыдущих спутников. В конце концов Доктор решает, что настало время сделать Рори своим спутником.          |           |               |                    |

## Продвижение

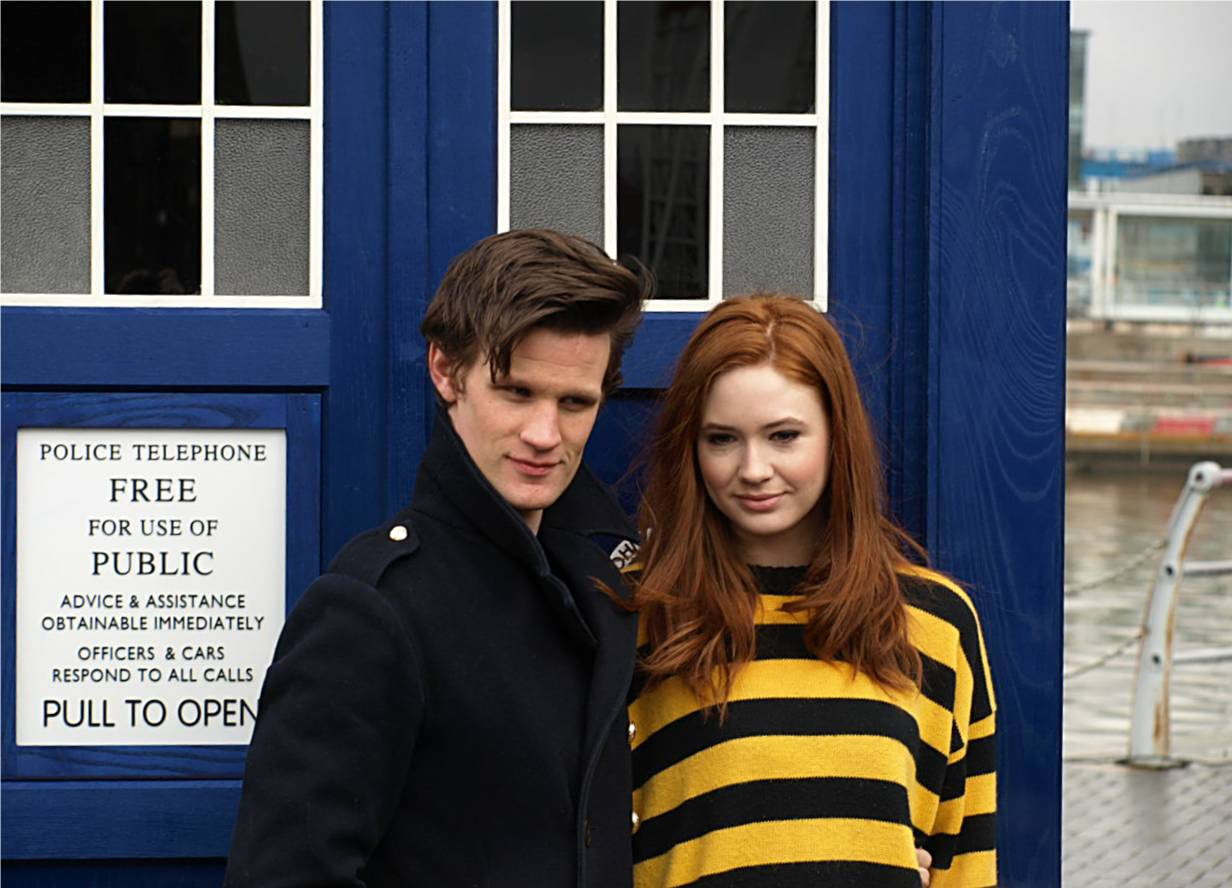
Мэтт Смит и Карен Гиллан перед показом в Солфорде

Первый трейлер пятого сезона «Доктора Кто» был показан вскоре выхода второй части дилогии «Конец времени». 17 февраля 2010 года были опубликованы новые промо-фото актёрского состава сезона. 20 февраля вышел второй тизер-трейлер, 3D-версия которого была показана в кинотеатре перед премьерой фильма «Алиса в стране чудес». 19 марта в выпуске BBC Breakfast Моффат подтвердил, что премьера первого эпизода запланирована на 3 апреля. В тот же день на пресс-показах демонстрировался новый трейлер пятого сезона. 21 марта канал BBC America, которому принадлежали права на показ «Доктора Кто» в США, впервые показал расширенную версию нового трейлера. С 29 по 31 марта актёры Мэтт Смит и Карен Гиллан посетили предварительные показы первого эпизода в Белфасте, Инвернессе, Сандерлэнде, Солфорде и Нортгемптоне. 14 апреля актёры посетили показы в Paley Center for Media и Village East Movie Theatre в Нью-Йорке.

## Релиз
Премьера пятого сезона телесериала «Доктор Кто» состоялась 3 апреля 2010 года с выходом эпизода «Одиннадцатый час», длительность которого составила 65 минут. 26 июня 2010 года вышла последняя серия сезона — «Большой взрыв». В отличие от остальных эпизодов «Вампиры Венеции» транслировались в 18:00 по летнему британскому времени; это стало самым ранним таймслотом для «Доктора Кто», зафиксированным с момента возрождения сериала в 2005 году.

### Международный показ
В Австралии премьера пятого сезона состоялась 18 апреля 2010 года на канале ABC1, однако ещё 16 апреля к первому эпизоду был открыт доступ для всех пользователей сервиса ABC iview. 17 апреля 2010 года состоялись премьеры на американском канале BBC America и канадском Space. Начиная с этого сезона, BBC America начала транслировать собственные показы «Доктора Кто» для американских зрителей, в то время как предыдущие сезоны сначала дебютировали на канале Sci Fi Channel, после чего BBC America демонстрировала их в своей сети. Помимо прочего, это значительно сокращало временной разрыв между британской и американской премьерами. В Новой Зеландии трансляцией сезона занимался телеканал Prime начиная со 2 мая 2010 года. В России права на озвучивание и показ пятого и последующих сезонов приобрела компания ВГТРК, эпизоды транслировались на телеканале Карусель. С 23 января 2013 года серии пятого сезона начали выходить в эфир на Universal Channel. Также пятый сезон транслировался каналом НСТ начиная с 15 июля 2013 года.

### Издания на DVD и Blu-Ray
7 июня 2010 года были изданы первые три эпизода под общим названием «Доктор Кто: Пятый сезон. Том 1». 5 июля на DVD и Blu-Ray вышел второй том, содержавший эпизоды «Время ангелов», «Плоть и камень» и «Вампиры Венеции». Третий том включал эпизоды с седьмого по девятый, его релиз состоялся 2 августа . Последний том, четвёртый, содержал оставшиеся четыре эпизода и был издан на DVD и Blu-ray 6 сентября.
Релиз набора из 6 дисков под названием «Доктор Кто: Полный пятый сезон» состоялся 8 ноября 2010 года (Регион 2), 9 ноября 2010 года (Регион 1) и 2 декабря 2010 (Регион 4). Помимо 13 эпизодов пятого сезона, он содержал выпуски «Доктора Кто: Конфиденциально», рассказывающие о создании каждого из этих эпизодов, аудиокомментарии съёмочной группы, четыре короткометражки «Сведения о монстрах», две части мини-эпизода «Тем временем в ТАРДИС…», видеодневники, вырезанное и трейлеры к пятому сезону. В отличие от предыдущих сезонов съёмочная группа комментировала только шесть эпизодов из тринадцати.
| Доктор Кто: Полный пятый сезон                                                       |                                                                                      | | | | |
| Информация об издании                                                                | Информация об издании                                                                | Дополнительный контент | Дополнительный контент | Дополнительный контент | Дополнительный контент |
| - 13 эпизодов - Набор из 6 дисков - Изображение в формате 16:9 - Английские субтитры | - 13 эпизодов - Набор из 6 дисков - Изображение в формате 16:9 - Английские субтитры | - Комментарии к эпизодам Одиннадцатый час, Победа далеков, Время ангелов, Вампиры Венеции, Холодная кровь и Большой взрыв - 13 выпусков «Доктор Кто: Конфиденциально» - Сведения о монстрах (далеки, плачущие ангелы, сирурианцы, Альянс) - «Тем временем в ТАРДИС…» - Видеодневники - Трейлеры и тизеры - Вырезанное | - Комментарии к эпизодам Одиннадцатый час, Победа далеков, Время ангелов, Вампиры Венеции, Холодная кровь и Большой взрыв - 13 выпусков «Доктор Кто: Конфиденциально» - Сведения о монстрах (далеки, плачущие ангелы, сирурианцы, Альянс) - «Тем временем в ТАРДИС…» - Видеодневники - Трейлеры и тизеры - Вырезанное | - Комментарии к эпизодам Одиннадцатый час, Победа далеков, Время ангелов, Вампиры Венеции, Холодная кровь и Большой взрыв - 13 выпусков «Доктор Кто: Конфиденциально» - Сведения о монстрах (далеки, плачущие ангелы, сирурианцы, Альянс) - «Тем временем в ТАРДИС…» - Видеодневники - Трейлеры и тизеры - Вырезанное | - Комментарии к эпизодам Одиннадцатый час, Победа далеков, Время ангелов, Вампиры Венеции, Холодная кровь и Большой взрыв - 13 выпусков «Доктор Кто: Конфиденциально» - Сведения о монстрах (далеки, плачущие ангелы, сирурианцы, Альянс) - «Тем временем в ТАРДИС…» - Видеодневники - Трейлеры и тизеры - Вырезанное |
| Даты выхода на DVD                                                                   |                                                                                      | | | | |
| Регион 1                                                                             | Регион 1                                                                             | Регион 2 | Регион 2 | Регион 4 | Регион 4 |
| 9 ноября 2010 года                                                                   | 9 ноября 2010 года                                                                   | 8 ноября 2010 года | 8 ноября 2010 года | 2 декабря 2010 года | 2 декабря 2010 года |

## Отзывы

### Рейтинги

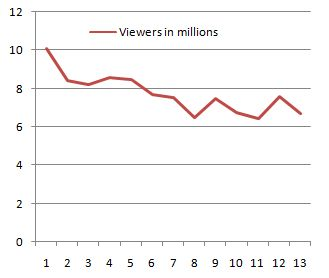
График рейтинга эпизодов пятого сезона

Итоговые данные по просмотрам показали, что серию «Одиннадцатый час» в целом посмотрело 10,085 миллиона британских зрителей, что стало самым высоким показателем по премьерам со дня выхода эпизода «Роза» и восьмым по популярности среди всех эпизодов возрождённого «Доктора Кто». В США эпизод показал рекордные для BBC America 1,2 миллиона просмотров, включая 0,9 миллиона зрителей от 25 до 54 лет. Также на сервисе BBC iPlayer эпизод стал лидером недели, набрав 1,27 миллиона просмотров. Впоследствии эта цифра увеличилась до 2,2 миллиона просмотров, что сделало сериал самым популярным в 2010 году.
«Голодная земля» получила самые низкие рейтинги среди трансляций как того вечера, так и среди эпизодов возрождённого сериала, её посмотрело лишь 4,4 миллиона человек. Однако среди всех серий пятого сезона рекордно низкий показатель оказался у «Квартиранта». Также каждый эпизод получил свой индекс оценки, величина которого тем больше, чем больше зрителям понравился эпизод. Индекс оценки 85 и выше соответствует оценке «превосходно», ниже этого показателя (84) получили лишь эпизоды «Победа далеков» и «Выбор Эми». «Время Ангелов» и «Квартирант» получили индекс оценки 87, этот рекорд был побит финальными эпизодами «Пандорика открывается» (88) и «Большой взрыв» (89). Последний эпизод сезона также получил самый высокий индекс оценки среди всех премьер вечера.
Среднее количество зрителей посмотревших пятый сезон равнялось 7 миллионам, что на 1,2 миллиона меньше, чем было у предыдущего сезона. Однако, как выяснили менеджеры BBC, общая аудитория «Доктора Кто» не уменьшилась, так как некоторые зрители смотрели сезон либо онлайн, либо в записи. Стивен Брэй. пишущий для сайта Den of Geek, решил «расставить всё на свои места» и вывел окончательную цифру на основе просмотров первых одиннадцати серий пятого сезона (финальная дилогия на тот момент ещё не вышла в эфир). В результате, согласно его данным, в среднем эти серии посмотрело 7,8 миллиона зрителей, что больше, чем среднее количество зрителей второго (7,5 миллиона), третьего (7,7 миллиона) и первых одиннадцати серий четвёртого (также 7,7 миллиона) сезонов.

### Отзывы критиков
Пятый сезон получил в целом положительные отзывы критиков. Мэтт Уэйлс из IGN поставил сезону «превосходные» 8,5 из 10 баллов, отметив, что, хоть сезон и не был великолепным, он перезапустил шоу с огромной волной творческой энергии и вернул на маленькие экраны смелое, захватывающее, умное, смешное и остроумное «отечественное» телевидение. Он похвалил Смита за проделанную работу по созданию образа «совершенно инопланетного» и более «легкомысленного» Доктора, но в отношении другого персонажа, Эми Понд, рецензент был настроен более критически. По его мнению, талант Гиллан и «химия» между ней и Смитом позволяли ей быть «вполне сносной», но в то же время часто совершенно плоской, всё портящей и раздражающей, а сам сезон, по словам критика, из-за смещения акцента на фантастичность происходящего, испытал недостаток в «делах сердечных». Что касается сюжета, Уэйлс похвалил созданную Моффатом основную сюжетную линию и сложность повествования.
Сэм Макферсон, пишущий для Zap2it, поставил сезону оценку A и назвал его самым сильным с момента возрождения шоу в 2005 году. Он похвалил актёрскую игру Смита и Гиллан, а также отметил, что Дарвилл практически мог бы быть самым лучшим актёром на ТВ. Из недостатков он назвал слишком большое количество историй, происходящих либо на Земле, либо на космическом корабле, и посоветовал Доктору, Эми и Рори в будущем расширить свой кругозор. Дэйв Голдер, критик из SFX, дал сезону четыре звезды из пяти, отметив, что сезон выглядел перспективным, но в то же время рецензент признался, что его не покидало чувство схожести с первым сезоном. Он также похвалил Смита и Гиллан, но, по его мнению, всё, что зрители узнали об Эми, было продиктовано особенностями основной сюжетной линии, и, как следствие, её персонаж не был в достаточной мере раскрыт.
Анализируя первые шесть эпизодов пятого сезона, Дэн Мартин из The Guardian назвал их «сильными» и «более забавными, а также заново напомнившими о том, что с каждым годом „Доктор Кто“ становится всё эпичнее». Однако критик резко отозвался об эмоциональной стороне сезона, ранее хорошо заметной в сериале, — он посчитал, что Эми совершенно не хотелось сочувствовать. В своём обзоре на одиннадцать эпизодов сезона Мартин признался, что из-за высокого качества более ранних эпизодов, написанных Моффатом, у зрителей могли быть завышенные ожидания, и они, желая увидеть мрачные, взрослые эпизоды, в свою очередь могли остаться разочарованными новым, более сказочным подходом нового шоураннера. Он также пересмотрел некоторые свои предыдущие замечания, и признался, что, несмотря на то, что новый сезон был менее эмоциональным, но когда кто-то умирал, было «действительно тяжело на душе», а Эми он назвал «открытием», хотя и отметил, что в некоторых моментах её персонаж казался однобоким.
В своём обзоре для Den of Geek Джем Уиллер поставил сезону пять звёзд из пяти, особенно похвалив созданный Смитом образ Доктора. Также он отметил, что персонаж Эми поначалу казался совершенно не прописанным, но финальные эпизоды «расставили всё на свои места»; кроме того, среди достоинств он указал актёрскую игру Дарвилла. Майкл Хикерсон из Slice of SciFi похвалил созданную Моффатом захватывающую основную сюжетную линию, сделавшую сезон менее противоречивым, поскольку зрители получили ответы на все вопросы по поводу того, как всё происходило и как оно влияло на персонажей. Он назвал пятый сезон лучшим в возрождённом сериале, но в то же время, по его мнению, должен существовать некий «идеальный сезон», к которому серии 2010 года подобрались ближе своих предшественников. Его коллега из The Daily Telegraph, Гэвин Фуллер, наоборот, посчитал, что, несмотря на то, что шоу год от года становился всё лучше, в целом новый сезон был не сильнее остальных. Патрик Малкерн из Radio Times похвалил Моффата за амбициозную стратегию возрождения шоу, сказочную атмосферу, которой могут наслаждаться даже взрослые и за прекрасный выбор новых актёров в лице Мэтта Смита, Карен Гиллан и Артура Дарвилла. Несмотря на то, что он похвалил остальные эпизоды Моффата, «Зверя внизу» он назвал «тухлятиной».
Журнал The A.V. Club поставил «Доктора Кто» на 25 место в своём списке лучших шоу 2010 года, отметив, что в новом сезоне отсутствовали по-настоящему слабые эпизоды, а серии «Время ангелов» / «Плоть и камень», «Винсент и Доктор» и «Квартирант» были названы лучшими в сезоне. В аналогичном списке Digital Spy поставил сериал на третье место, добавив, что сезон «подарил нам много прекрасных эпизодов — трагически прекрасный „Винсент и Доктор“, удивительную первую серию и хорошо поданный финал… и в то же время монструозно разноцветную „Победу далеков“. В общем, достойное начало для новой команды, но при такой сильной родословной мы ничего не могли поделать с тем, что не получили наивысшего удовлетворения».

### Критика сексуального подтекста
После выхода в эфир серии «Одиннадцатый час», в котором Эми появляется в обтягивающем костюме женщины-полицейского и наблюдает, как персонаж Смита переодевается в новый костюм, от некоторых зрителей поступили жалобы с просьбой не выкладывать серию в свободном доступе из-за «неприемлемого для семейного шоу» содержания . В ответ на эти жалобы исполнительный продюсер проекта Пирс Венгер среагировал следующим образом:

Задумка сделать Эми киссограммой вполне вписалась в желание Стивена Моффата получить смелого и откровенного спутника. Эми — практически самый «дикий» компаньон, с которым Доктор когда-либо путешествовал, но это вовсе не значит, что она — случайный попутчик.— Пирс Венгер, в интервью «The Daily Telegraph»
Гиллан также встала на сторону своего персонажа, сказав, что девушки в возрасте Эми часто носят короткие юбки, а Эми является «сильной женщиной» и «обычной девушкой с нормальными порывами». BBC также получили 43 жалобы после того, как в конце серии «Плоть и камень» Эми пыталась обольстить Доктора, что зрители посчитали немного неуместным в детской программе.
1. ↑  Киссограмма — послание-поцелуй. По сценарию, выросшая Амелия Понд доставляла поцелуи на вечеринки, одеваясь в разные костюмы. Так, во время первой встречи Доктора и Эми в 2008 году последняя была в образе женщины-полицейского.

### Награды и номинации
В 2011 году эпизоды «Винсент и Доктор» и «Пандорика открывается» / «Большой взрыв» были номинированы на премию «Хьюго» за лучшую постановку (краткая форма) 2011 года, в итоге награду взяла финальная дилогия. Это стало пятой премией «Хьюго», полученной сериалом «Доктор Кто», и четвёртой, которую дали Стивену Моффату (другие три — за эпизоды «Пустой ребёнок» / «Доктор танцует», «Девушка в камине» и «Не моргай»). «Винсент и Доктор» также был номинирован на премию Рэя Брэдбери 2010 года, но проиграл фильму «Начало». Также студия The Mill, которая занимается компьютерными спецэффектами, за свою работу над эпизодом «Пандорика открывается» получила премию Королевского телевизионного общества Craft and Design Award.
Пятый сезон «Доктора Кто» также получил шесть номинаций на канадскую премию Constellation Awards. Мэтт Смит и Тони Карран (Винсент Ван Гог) были номинированы в категории «Лучшее исполнение мужской роли в серии научно-фантастического телесериала в 2010 году» за «Винсента и Доктора», а Карен Гиллан — в аналогичной женской категории за эпизод «Выбор Эми» (Смит и Карран проиграли Адаму Болдуину, исполнившему роль Джона Кейси в эпизоде сериала «Чак» под названием «Чак против Ступора», а Гиллан — Анне Торв, исполнительнице главной роли в телесериале «Грань», получившей Constellation Awards за эпизод «Оливия»). Также сам сериал был номинирован в категории «Лучший научно-фантастический телесериал 2010 года», однако награду получили «Звёздные врата: Вселенная». Моффат и Кёртис получили номинации в категории «Лучший сценарий в научно-фантастическом кинематографе или телевидении 2010 года» за серии «Одиннадцатый час» и «Винсент и Доктор» соответственно — в итоге оба проиграли Кристоферу Нолану («Начало»). Композитор Мюррей Голд получил премию в категории «Лучшее техническое исполнение в научно-фантастическом фильме или телесериале 2010 года».
Кроме того, Мэтт Смит был номинирован как лучший актёр на премию BAFTA TV Awards, став первым исполнителем роли Доктора, претендовавшим на эту награду. Тем не менее, награду отдали Дэниэлу Ригби, сыгравшему в телевизионном фильме «Эрик и Эрни». На премию BAFTA Cymru Awards у «Доктора Кто» было сразу три номинации: Марк Хатчингс за лучшее освещение в «Одиннадцатом часе», Барбара Сауткотт за лучшие грим и причёски в «Вампирах Венеции» и Уильям Освальд за лучший монтаж в художественном фильме или телесериале для эпизода «Время ангелов». Победу одержал только Хатчингс.

## Саундтрек
8 ноября 2010 года лейбл Silva Screen Records выпустил официальный саундтрек к пятому сезону, представлявший собой набор из двух дисков и содержавший 63 композиции авторства Мюррея Голда. Саундтрек стал уже вторым набором из двух дисков, выпущенным лейблом для «Доктора Кто» (первым был официальный саундтрек спецвыпусков 2008—2010 гг.). По словам Голда предыдущий «двойной» альбом был очень популярным, поэтому Silva Screen решил выпустить ещё один. Все треки были расставлены в том порядке, в котором они прозвучали в сериале, чтобы «создать ощущение полёта сквозь всё это огромное пространство».

## Связанная продукция

### Книги
Кроме серий «Доктора Кто» BBC также выпустили шесть книг, которые стали частью цикла «Приключения для Новых серий» и были связаны с основной сюжетной линией сезона. Первые три вышли 22 апреля 2010 года и впервые показали приключения Одиннадцатого Доктора и Эми вне основного сериала — «Аполлон 23» Джастина Ричардса, «Ночь людей» Дэвида Ллевеллина и «Забытая армия» Брайана Минчина. 8 июля 2010 года было опубликовано ещё три романа, в которых к Доктору и Эми также присоединился Рори, — «Ядерное время» Оли Смит, «Погоня за волшебством» Гэри Рассела и «Королевский дракон» Уны Маккормак.
Писатель-фантаст Майкл Муркок, видевший все серии «Доктора Кто», также написал роман, который имел больший объём, чем обычно (345 страниц), и получил название «Приход Террафилов». Книга вышла 14 октября 2010 года. 16 сентября 2010 года издательство BBC Books, которое занимается выпуском книг по «Доктору Кто», опубликовало свой первый графический роман, «Единственный хороший далек», персонажами которого стали Доктор и Эми . Кроме того, издательство выпустило очередной выпуск «Бриллиантовой книги „Доктора Кто“», справочника, в котором размещается информация о том, как проходили съёмки сезона. Книга доступна в Великобритании начиная с 30 сентября 2010 года.

### Игры
В марте 2010 года компания Nintendo заключила с BBC контракт на 10 миллионов фунтов стерлингов на производство игр по «Доктору Кто» для платформ Wii и DS. Компания распространяла эти игры как ориентированные на семейное времяпровождение, а BBC следили за тем, чтобы в них не было слишком много насилия. Первыми играми о приключениях Одиннадцатого Доктора и Эми, которых озвучили исполнители этих ролей в сериале Мэтт Смит и Карен Гиллан, стали Doctor Who: Evacuation Earth и Doctor Who: Return to Earth. Первая вышла 12 ноября 2010 года и представляла собой игру для платформы Nintendo DS в жанре квеста-головоломки, главными антагонистами которой выступают далеки. Return to Earth поступила в продажу 19 ноября 2010 года и была доступна лишь пользователям Wii. Игра представляла собой экшн-квест, цель которого — победить киберлюдей. Кроме того, Nintendo выпустили специальную линию контроллеров Wii и стилусов для DS в виде звуковой отвёртки Доктора.
В апреле 2010 BBC объявили о выходе цикла игр под общим названием Doctor Who: The Adventure Games, каждая из которых впоследствии стала доступна на официальном сайте BBC. Цикл представлял собой четыре интерактивных эпизода, рассказывающих о приключениях Доктора и Эми (которых вновь озвучили Смит и Гиллан) и, по словам Пирса Венгера, являющихся частью вселенной сериала. Сценарий к играм написали Фил Форд и Джеймс Моран под руководством Стивена Моффата и продюсеров сериала, дизайном игры занимались Чарлз Сесил и компания Sumo. Сесила для работы над эпизодами Doctor Who: The Adventure Games пригласил главный редактор интерактивного отдела BBC Wales Иэн Твидейл. Кроме своего голоса, Смит и Гиллан также предоставили персонажам свою внешность, смоделированную с использованием метода ротоскопирования.
Стивен Моффат:

Дети не просто смотрят «Доктора Кто» — они становятся частью его. Они выдумывает игры, создают своих монстров, сочиняют свои собственные сюжеты. Теперь есть нечто иное — теперь они могут стать Доктором в совершенно новых эпизодах. Doctor Who: The Adventure Games предлагают фанатам уникальную возможность — войти в его мир, столкнуться с его проблемами, победить его самых заклятых врагов. Разрабатывая игры параллельно новому сезону телесериала, мы смогли создать одни из самых захватывающих сюжетов с прекраснейшим игровым дизайном, определившим новую разновидность «Доктора Кто», которой может насладиться вся семья
Оригинальный текст (англ.)Children don't just watch Doctor Who – they join in. They make up games, invent their monsters, create their own stories. Now, there’s something else – now they can be the Doctor in brand new episodes. Doctor Who: The Adventure Games will offer fans a unique opportunity to enter his world, face his challenges and grapple with his deadliest foes. By developing these games alongside the new TV series, we've been able to weave exciting narrative strands with the very finest game design to create a new kind of Doctor Who, which can be enjoyed by the whole family.

Поскольку Доктор является пацифистом и не использует оружие, характерное для большинства игр, Adventure Games были созданы как стратегия с элементами квеста-головоломки. Игрок должен был в большей степени полагаться на хитрость, исследование окружения персонажа и собственную смекалку. Также у Доктора была звуковая отвёртка, которая, в отличие от сериала, использовалась не столько как отмычка, сколько как инструмент для создания / починки предметов.
Первая игра серии, получившая название «Город далеков», должна была выйти 5 июня 2010 года, но в итоге стала доступна на 2 дня раньше. Более ранний выпуск игры BBC объяснили тем, что она должна была пройти этап тестирования до официальной даты релиза. За двенадцать дней, прошедших со дня открытия доступа к «Городу далеков», посещаемость официального сайта BBC резко возросла, число скачиваний игры превысило 500 000. 26 июня 2010 года, после завершения пятого сезона, была выпущена вторая часть серии — «Кровь киберлюдей». Релиз третьей части («ТАРДИС») состоялся 27 августа, а четвёртой («Тени Вашты Нерады») — 22 декабря 2010 года.
Помимо прочего, по заказу BBC Worldwide компания Tag Games выпустила мобильное приложение под названием Doctor Who: The Mazes of Time. Основной целью данного игрового приложения было решить загадки и победить всех врагов Доктора, который вместе с Эми является одним из двух игровых персонажей. Главными антагонистами Doctor Who: The Mazes of Time стали далеки, киберлюди и силурианцы. С 16 декабря 2010 года приложение стало доступно пользователям устройств на базе Apple iOS, с 17 августа 2011 года — на базе Android.